# Gran canciller
El gran canciller o cancelario es la máxima autoridad de una universidad católica. A pesar de ser la máxima autoridad universitaria, el gran canciller no ejerce la autoridad académica en las universidades católicas, la cual está reservada para el rector, sino que sólo ejerce la autoridad eclesiástica, sirviendo como nexo entre la universidad y la jerarquía eclesiástica, dado el carácter católico de estos planteles.
Generalmente ostenta este cargo el arzobispo u obispo diocesano del lugar donde está erigida la universidad. No obstante, cuando la universidad está a cargo de una Congregación religiosa, ejercerá este cargo el superior local de aquella orden.
Cuando el gran canciller es, al mismo tiempo diocesano del lugar donde está erigida la universidad o superior de la orden a cargo de la universidad, este generalmente delega su potestad en su obispo auxiliar, y a falta de este, en un presbítero que ocupa el cargo de vice gran canciller, lo que le permite desarrollar su labor propia de una mejor manera y así no desatender las necesidades de la universidad.

## Funciones y Facultades
- Representar a la Santa Sede en sus relaciones con la Universidad y a la Universidad en sus relaciones con la Santa Sede;

- Defender y promover tanto el carácter educacional como el carácter católico de la universidad y facilitar su comunión con la Iglesia local y universal;

- Ayudar al oficial ejecutivo (rector, presidente, director o principal) y a otros oficiales universitarios en la preservación y progreso de la universidad y en una fiel observación de sus estatutos;

- Promover el ministerio pastoral y, en particular, aprobar la designación de los que ejercerán dicho ministerio, y en lo posible establecimiento de una parroquia universitaria;

- Facilitar estrechos vínculos de la universidad con la comunidad académica y con la sociedad;

- Conceder el mandato a los profesores regulares en temas teológicos;

- Garantizar la inspiración cristiana efectiva de toda la enseñanza universitaria, así como la línea académica y doctrinal de la instrucción religiosa, proponiendo y aprobando los profesores;

- Asegurar un número suficiente de agentes para el ministerio pastoral en todas las secciones de la universidad;

- Promover la vida litúrgica y las actividades pastorales dentro de la universidad;

- Resolver conflictos de autoridad entre el rector y el Senado Académico u otros Consejos Universitarios;

- Proponer a la Santa Sede cambios en los estatutos y aprobar las modificaciones a los reglamentos universitarios;

- Proteger el patrimonio cuando la universidad es propiedad de la Iglesia.

## Listado
| Gran canciller                            | Universidad | Cargo del gran canciller                 |
| ----------------------------------------- | --- | ---------------------------------------- |
| Mons. Héctor Rafael Rodríguez Rodríguez   | Pontificia Universidad Católica Madre y Maestra | Arzobispo de Santiago de los Caballeros  |
| Alfonso Bullón de Mendoza                 | Universidad CEU San Pablo Universidad CEU Cardenal Herrera Universidad Abad Oliva CEU | Fundación Universitaria San Pablo CEU    |
| Mons. Edinson Farfán                      | Universidad Católica Santo Toribio de Mogrovejo | Obispo de Chiclayo                       |
| Mons. Miguel Cabrejos Vidarte             | Universidad Católica de Trujillo | Arzobispo de Trujillo                    |
| Mons. Enrique Benavent Vidal              | Universidad Católica de Valencia | Arzobispo de Valencia                    |
| Mons. Sergio Pérez de Arce Arriagada      | Universidad Católica de la Santísima Concepción | Arzobispo de Concepción                  |
| Mons. Jesús Rico García                   | Universidad Católica de Ávila | Obispo de Ávila                          |
| Mons. Ignacio Ducasse Medina              | Universidad Católica del Norte | Arzobispo de Antofagasta                 |
| Mons. José Luis Retana Gozalo             | Universidad Pontificia de Salamanca | Obispo de Salamanca                      |
| Mons. José Manuel Lorca Planes            | Universidad Católica San Antonio | Obispo de Cartagena                      |
| P. Carlo Lira Airola SDB                  | Universidad Católica Cardenal Raúl Silva Henríquez | Congregación Salesiana                   |
| Mons. Mario del Valle Moronta Rodríguez   | Universidad Católica del Táchira | Obispo de San Cristóbal                  |
| Mons. Fernando Ocáriz Braña               | Universidad de Navarra Universidad de los Andes Universidad de Piura Universidad de La Sabana Pontificia Universidad de la Santa Cruz Universidad Panamericana                                                  | Prelado del Opus Dei                     |
| Card. José Cobo Cano                      | Universidad Eclesiástica San Dámaso | Arzobispo de Madrid                      |
| Mons. Jorge Patricio Vega Velasco         | Pontificia Universidad Católica de Valparaíso | Obispo de Valparaíso                     |
| P. Arturo Sosa Abascal SJ                 | Pontificia Universidad Javeriana Pontificia Universidad Gregoriana Pontificio Instituto Bíblico Pontificio Instituto Oriental Universidad Pontificia Comillas Universidad de Deusto Universidad Alberto Hurtado | Superior general de la Compañía de Jesús |
| Mons. Jorge Ignacio García Cuerva         | Pontificia Universidad Católica Argentina | Arzobispo de Buenos Aires                |
| Card. Carlos Aguiar Retes                 | Universidad Pontificia de México | Arzobispo de México                      |
| Card. Fernando Chomalí Garib              | Pontificia Universidad Católica de Chile | Arzobispo de Santiago de Chile           |
| Mons. Ángel Ernesto Zapata Bances OCD     | Universidad Católica Los Ángeles de Chimbote | Obispo de Chimbote                       |
| Mons. Ricardo Antonio Tobón Restrepo      | Universidad Pontificia Bolivariana | Arzobispo de Medellín                    |
| Card. Jaime Spengler OFM                  | Pontificia Universidad Católica de Paraná | Arzobispo de Porto Alegre                |
| Mons. José Antônio Peruzzo                | Pontificia Universidad Católica de Río Grande del Sur | Arzobispo de Curitiba                    |
| Mons. Carlos Manuel Escribano Subías      | Universidad San Jorge | Arzobispo de Zaragoza                    |
| Card. Baltazar Enrique Porras Cardozo     | Universidad Católica Andrés Bello | Arzobispo de Caracas                     |
| Mons. Galo Fernández Villaseca            | Universidad Católica del Maule | Obispo de Talca                          |
| Mons. Jorge Enrique Concha Cayuqueo OFM   | Universidad Católica de Temuco | Obispo de Temuco                         |
| Card. Carlos Gustavo Castillo Mattasoglio | Pontificia Universidad Católica del Perú | Arzobispo de Lima                        |

## Equivalentes
En algunas universidades, especialmente públicas, las funciones de gran canciller son asumidas por un órgano denominado preferentemente patronato, o por una persona que asume el título de patrono. Así, por ejemplo, en la Universidad de Chile el presidente de Chile es el patrono de la universidad.